# 나리타역
나리타역(일본어: 成田駅, なりたえき)은 일본 지바현 나리타시에 있는 동일본 여객철도 나리타선의 역이다.
이 역은 지바역에서 사와라역, 조시역으로 향하는 본선과 나리타 공항역으로 향하는 지선, 그리고 아비코역으로 향하는 지선의 분기가 되는 역이기도 하다.

## 역 구조
3면 5선의 복합식 승강장을 가진 지상역이다. 4번선은 승강장이 없는 통과선이다. 역 구내에 유치선이 있어 주로 야간에 차량의 유치가 이루어진다.

### 승강장
| 1 | 나리타선  | 사쿠라・지바・도쿄・시나가와・요코하마・구리하마 방면 (소부 쾌속·요코스카 선 직통)        |
| 1 | 나리타선  | 나리타 공항 방면（일부）                                                                  |
| 2 | 나리타선  | 사쿠라・지바・도쿄・시나가와・요코하마・구리하마 방면 (소부 쾌속·요코스카 선 직통)        |
| 2 | 나리타선  | 사와라・조시・가시마진구 방면（일부）                                                     |
| 3 | 나리타선  | 나리타 공항 방면                                                                          |
| 3 | 나리타선  | 사와라・조시・가시마진구 방면                                                             |
| 3 | 나리타선  | 사쿠라・지바・도쿄・시나가와・요코하마・구리하마 방면（일부) (소부 쾌속·요코스카 선 직통) |
| 4 |           | （승강장 없음）                                                                           |
| 5 | ■나리타선 | 사와라・조시・가시마진구 방면                                                             |
| 5 | ■나리타선 | 사쿠라・지바・도쿄・시나가와・요코하마・구리하마 방면 (소부 쾌속·요코스카 선 직통)        |
| 5 | ■나리타선 | 아비코역・우에노 방면（일부) ( 조반 쾌속선 직통)                                          |
| 6 | ■나리타선 | 아비코역・우에노 방면 ( 조반 쾌속선 직통)                                                 |

## 역사
- 1897년 1월 19일 - 나리타 철도의 역으로서 개업하였다.
- 1920년 9월 1일 - 나리타 철도의 매수에 따라 일본국유철도의 소속이 되었다.
- 1987년 4월 1일 - 민영화에 따라 동일본 여객철도의 소속이 되었다.

## 인접정차역
| 동일본 여객철도 나리타선   | 동일본 여객철도 나리타선 | 동일본 여객철도 나리타선      |
| -------------------------- | ------------------------ | ----------------------------- |
| 시스이 사쿠라 방면         | ■ 나리타선               | 구즈미 마쓰기시 방면          |
| 시모사만자키 시나가와 방면 | ■ 나리타선 아비코 지선   | 시·종착역                     |
| 시·종착역                  | ■ 나리타선 공항 지선     | 공항 제2빌딩 나리타 공항 방면 |